# Kraskovo (Eslováquia)
Kraskovo é um município da Eslováquia, situado no distrito de Rimavská Sobota, na região de Banská Bystrica. Tem 7,16 km² de área e sua população em 2018 foi estimada em 130 habitantes.

## Demografia
| Ano:        | 1994 | 2004    | 2014   | 2024    |
| ----------- | ---- | ------- | ------ | ------- |
| Broj ljudi: | 194  | 136     | 147    | 112     |
| Razlika:    |      | -29,89% | +8,08% | -23,80% |

| Ano:               | 2023 | 2024   |
| ------------------ | ---- | ------ |
| Número de pessoas: | 121  | 112    |
| Diferença:         |      | -7,43% |